# Žikarce
Žikarce so naselje v Občini Duplek.